# Židé v Prostějově

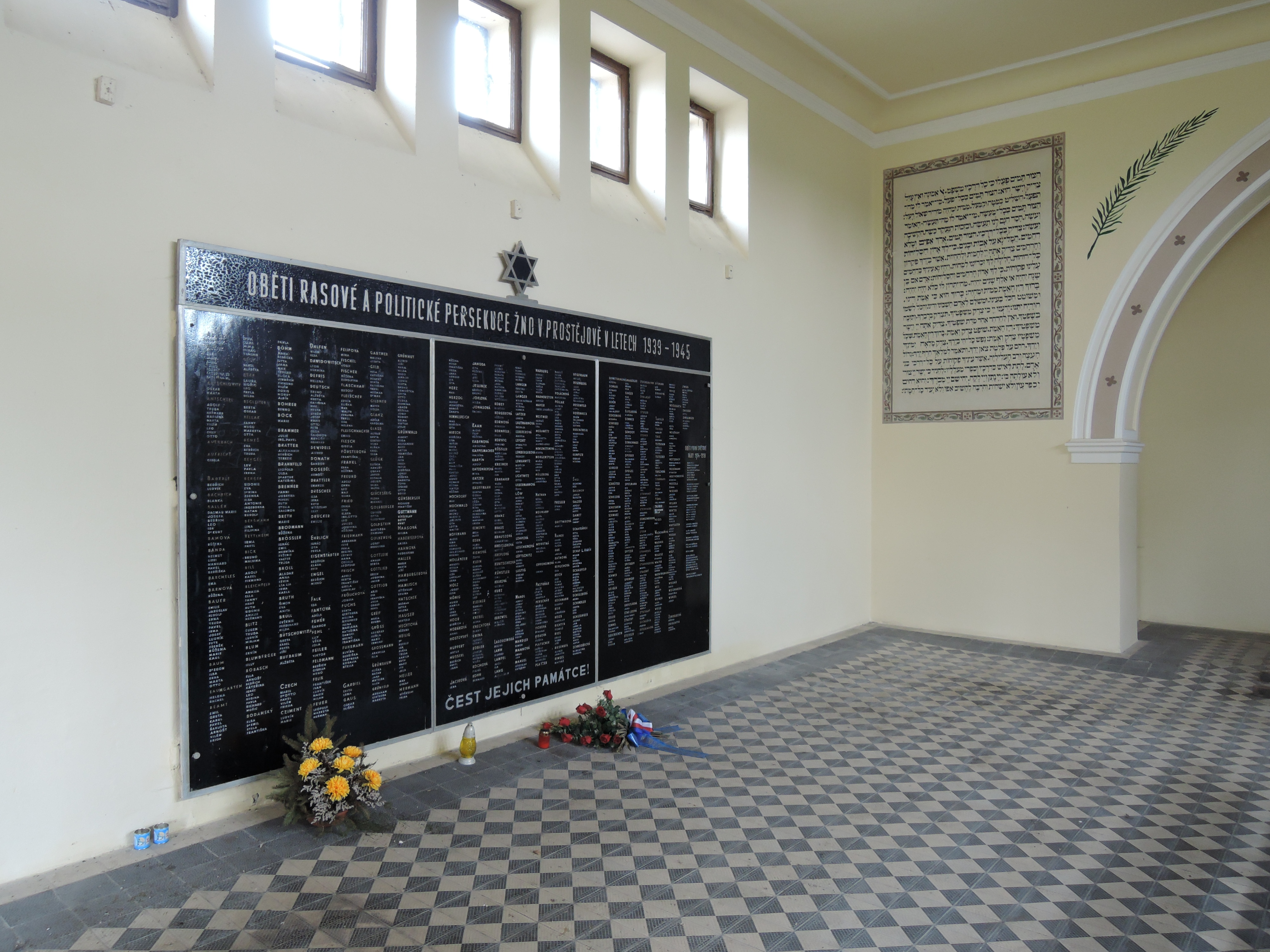
Obřadní síň na novém židovském hřbitově v Prostějově

Židovská menšina v Prostějově patřila mezi největší židovské komunity v českých zemích. Židé žili v Prostějově od 15. století, velká většina z nich zahynula v době holocaustu. Ti, kteří se po válce vrátili, emigrovali v roce 1948 do nově vznikého státu Izrael. Díky velké židovské menšině se Prostějovu přezdívalo Hanácký Jeruzalém. 

## Vznik židovské obce
Prostějovskou židovskou obec založili židé vyhnaní z Olomouce v druhé polovině 15. století. Na konci 18. století tvořili Židé asi 30% celkového počtu obyvatel Prostějova a židovská obec byla druhou nejpočetnější na Moravě, po jihomoravském Mikulově. a třetí nejpočetnější v ćeských zemích. Díky ní se Prostějovu začalo přezdívat Hanácký Jeruzalém.

## Dějiny
Nejstarší židovský hřbitov je datován do 15. století a nejstarší náhrobní kámen do roku 1654. Během třicetileté války (1618–1648) se populace židovské obce snížila z 600 členů na 500. První synagoga byla postavena roku 1676 a druhá "Nová synagoga" 1836. Německá židovská škola byla založena v roce 1782. V roce 1713 ve městě žilo 1398 židů.
Prostějovští židé hráli významnou roli v moravském textilním průmyslu. V roce 1801 založil Veith Ehrenstamm továrnu na kašmír, tímto se z něj stal první židovský majitel továrny na výrobu sukna. Nejznámější z židovských továren byla vůbec první konfekce Mayera a Isaka Jaquese Mandla, která zahajovala tovární výrobu již v roce 1858. Z dalších podnikatelů byli významní konfekcionáři: Berger, Pollak, bratři Grünwaldové, Seliger a Ruhdorfer, Weiss a další. Největším židovským továrníkem v konfekci se stal od dvacátých let 20. století Gustav Sborowitz, který jako první ve městě zavedl pásovou výrobu.
V Prostějově sídlila i židovská náboženská obec, která se roku 1884 oddělila od židovské politické obce. Židé měli již v roce 1522 svou školu, v 19. století posílali své děti převážně do německých škol. Od roku 1897 byl Prostějov sídlem Svazu rabínů Moravy a Slezska.
Prostějovští Židé pracovali kulturně v desítkách různých spolků, převážně německých: Židovský dobročinný spolek Chevra Kadischa, Dobročinný spolek paní a dívek, Spolek sionistů, Krejcarový spolek podpoře židovských chudých, Židovský národní spolek, Židovský tělocvičný spolek, Feriální klub židovských studujících vysokých škol Giskalah a Místní skupina rakouského svazu židovských obchodních pomocníků. V roce 1914 vlastnili židé 160 domů mimo ghetto. Nejvíce (sedm z nich) vlastnil Zikmund Wolf. Po roce 1918 se židé sdružovali ve spolcích: Židovská mládež, Židovská tělovýchova, Židovská sociální péče a populární ŽSK Makkabi s fotbalovým hřištěm u Hloučely. Za první republiky stáli v čele židovské náboženské obce rabín dr. Leopold Goldschmied a dr. Schön. V městském zastupitelstvu byli roku 1923 zastoupeni tři Židé.

## Období druhé světové války
V noci ze 14. na 15. června 1939 se pokusilo několik fašistů zapálit synagogu. Aby se zabránilo podobným pokusům, byla budova dána do správy města Prostějova. V červnu a červenci roku 1942 bylo z Prostějova transportováno přes 1600 židů. Transporty směřovaly do Terezína, odkud pak převážně byly posílány do likvidačního tábora v Osvětimi. V Osvětimi zahynulo přes půl druhého tisíce prostějovských židů. Památku obětí rasové perzekuce dodnes připomíná 1370 jmen vytesaných na žulové desce v obřadní síni židovského hřbitova. 

## Kulturní dědictví
Židé tvořily významnou komunitu v Prostějově přibližně 500 let. Během druhé světové války a po vzniku státu Izrael, židovská komunita v Prostějově prakticky vymizela. Po její přítomnosti však zůstalo mnoho připomínek – významných staveb, bývalé synagogy, části zachovalého židovského vnitřího města, židovský hřbitov apod. Připomínání židovské minulosti Prostějova se od roku 2017 věnuje spolek Hanácký Jeruzalém. Jeho dlouhodobým cílem je přispět k posílení významu Prostějova jako města s bohatou duchovní a kulturní tradicí.

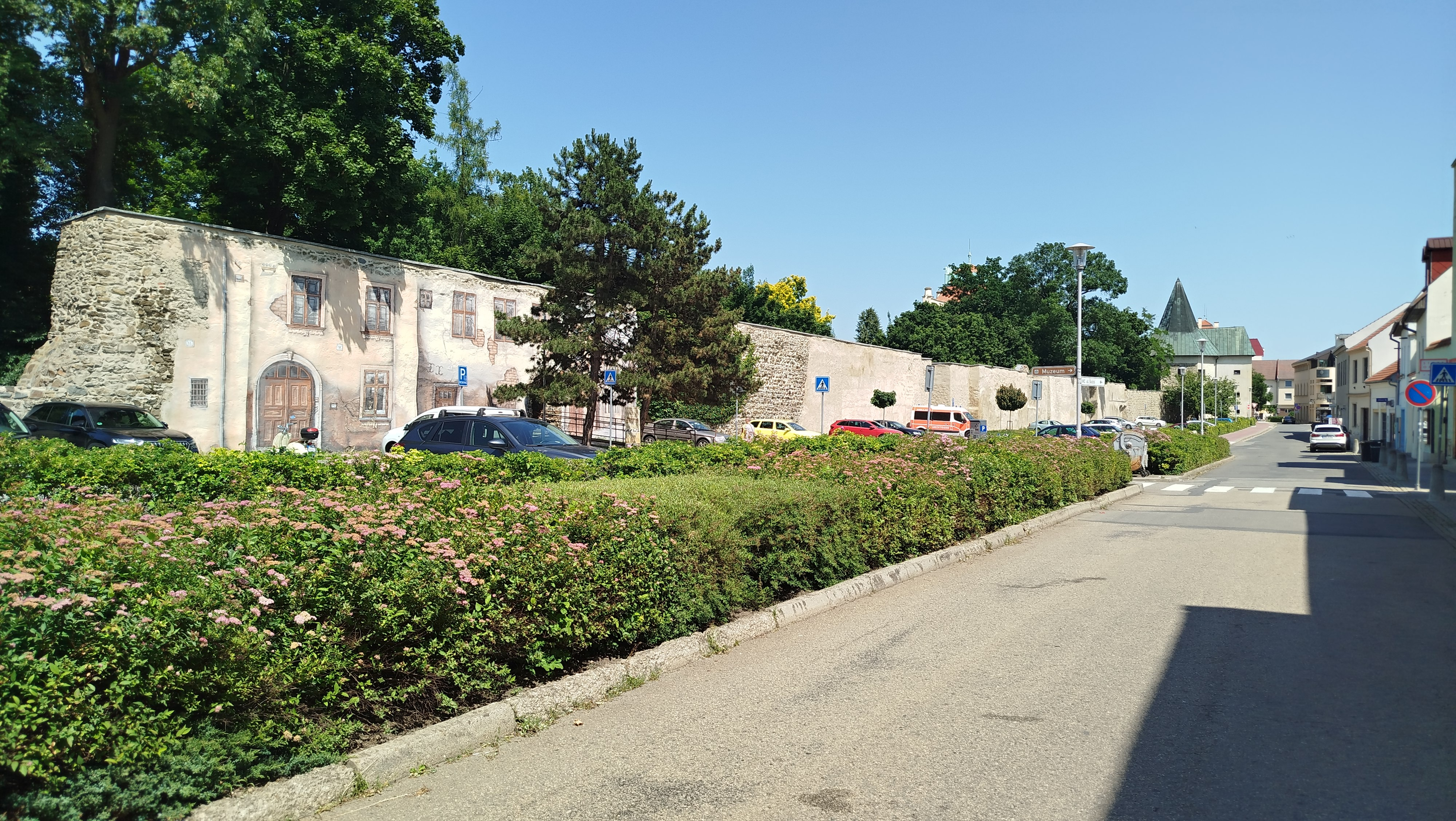
ulice Školní, jižní část židovského ghetta, dnes parkoviště a původní hradby

Spolek Hanácký Jeruzalém spolupracuje s magistrátem města Prostějova a Muzeem Prostějovska. V roce 2020 s nimi zpracoval prohlídkovou trasu po významných částech dochovaných židovských památek s názvem Prostějov židovský. Ta zájemce provede někdejší severní částí židovského ghetta v ulici Školní, objektem Špalíček – zachovalými a zrekonstruovanými židovskými domy v centru města, novou synagogou a původní empírovou synagogou v Demelově ulici. Dále mohou návštěvníci vidět bývalou budovu rabinátu, bustu významného rodáka, filosofa a zakladatele moderní fenomenologie Edmunda Husserla dívající se do míst, kde stával jeho rodný dům. Dále zachovalou jižní částí ghetta, bývalý nadační dům podnikatele v textilním průmyslu Veitha Ehrenstamma nebo rodného domu Gideona Brechera, významného židovského duchovního, lékaře a spisovatele. Trasa může končit na starém nebo novém židovském hřbitově. Starý židovský hřbitov je lokalizován v širším centrum města a dnes jej připomíná informační panel a replika náhrobku významného rabína Horowitze. V případě individuální prohlídky je od roku 2023 možná i virtuální asistence mobilní aplikace.
Spolek Hanácký Jeruzalém se dále angažuje v pokládání kamenů zmizelých nebo přednáškové činnosti.

## Významné osobnosti
- Meir Eisenstadt, rabín
- Menachem Mendl Krochmal, rabín a talmudista
- Maharal, rabín Lów
- Geršon Aškenazi, rabín a talmudista
- Juda Lejb Prossnitz, sabatiánský mystik
- Cvi Jehošua ha-Levi Horowitz, rabín
- Jonathan Eybeshutz, rabín
- Nehemias Trebitsch, rabín
- Veith Ehrenstamm, podnikatel, jeden ze zakladatelů textilního průmyslu v Prostějově
- Gideon Brecher, lékař a spisovatel
- Adolf Brecher, lékař, spisovatel, básník a překladatel
- Menachem Katz Prustitz, rabín
- Moritz Steinschneider, bibliograf a orientalista
- Max Fleischer, architekt
- Ignaz Brüll, hudební skladatel
- Nathan Porges, rabín, vysokoškolský pedagog
- Edmund Husserl, filozof, zakladatel fenomenologie
- Max Zweig, dramatik
- Bernhard Heilig, historik a ekonom
- Maud Michal Beerová, autorka a sionistka

- Z Prostějova pocházeli rodiče kanadského polyglota a učitele jazyků Steve Kaufmanna, narozeného 8. října 1945 ve Švédsku. Jeho syn Eric Peter Kaufmann je profesorem politologie a politické a náboženské demografie  na Birkbeck College Londýnské univerzity. Mezi nejznámější díla Erica Kaufmanna patří Rise and Fall of Anglo-America (2004), Shall the Religious Inherit the Earth? Demography and Politics in the Twenty-First Century (2010) a Whiteshift: Populism, Immigration and the Future of White Majorities  (2018).

## Fotogalerie

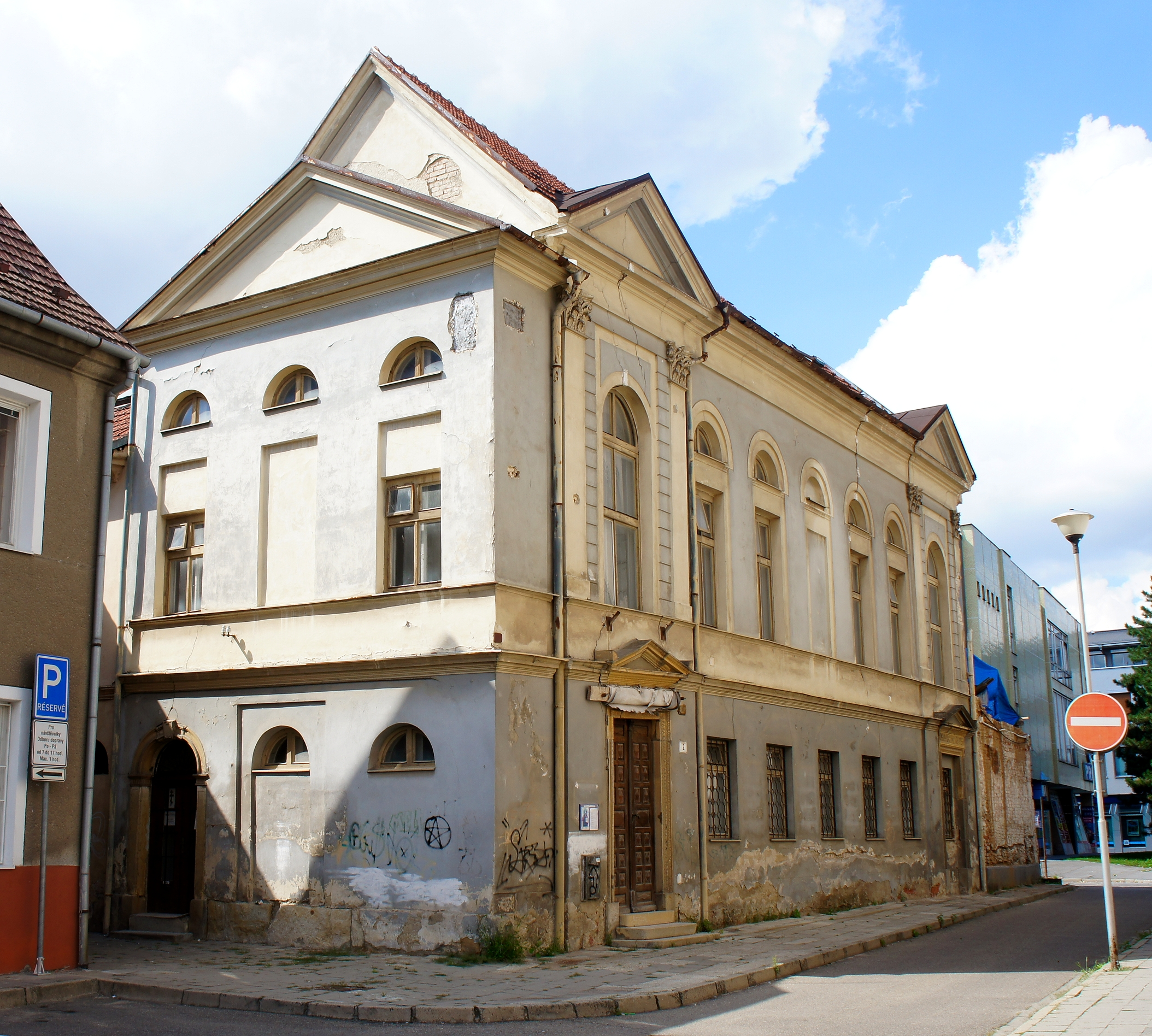
Stará synagoga
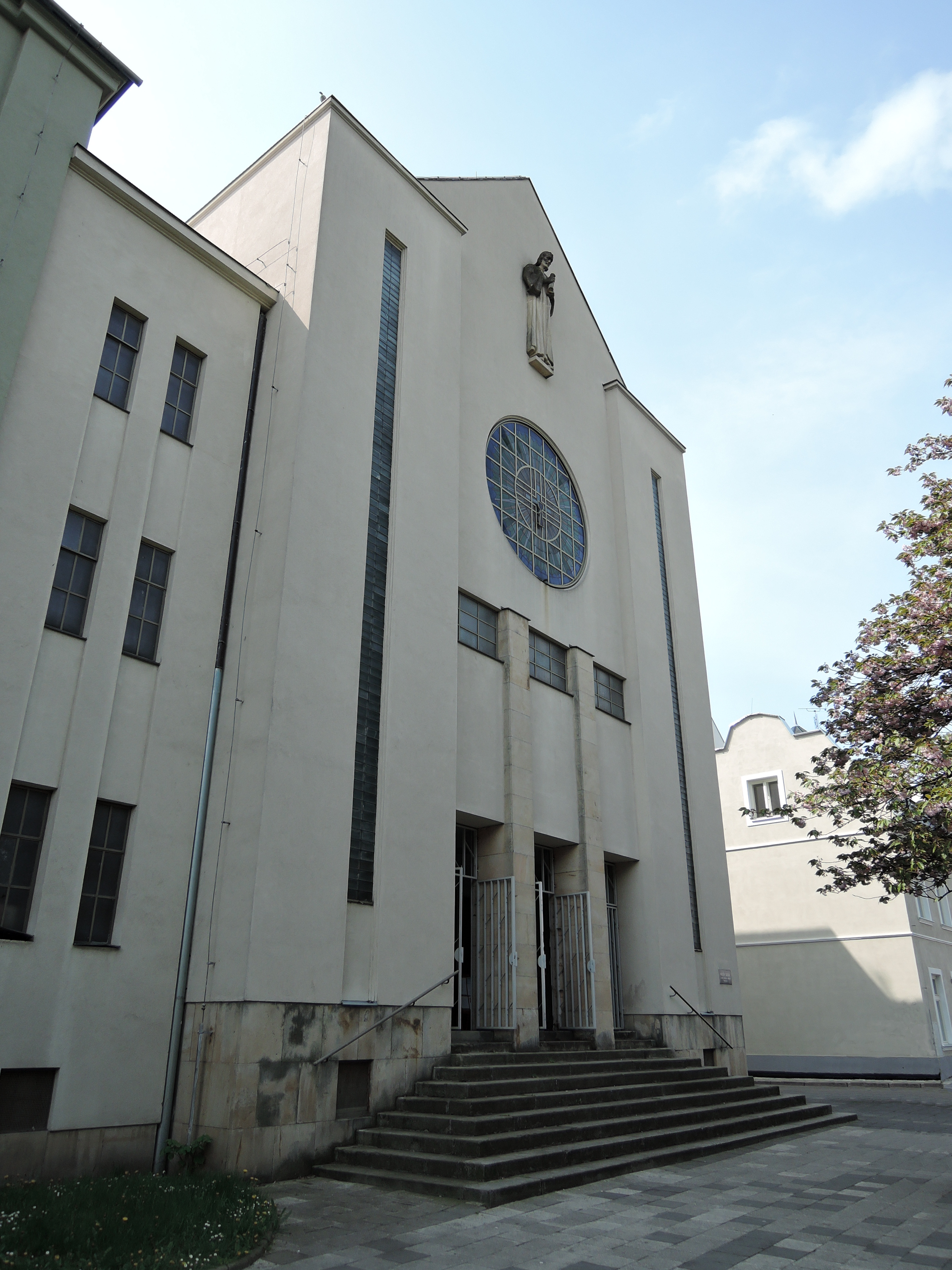
Nová synagoga, v současnosti kostel Československé církve husitské